# لارس بوم (ممثل)
لارس بوم (بالدنماركية: Lars Bom)‏ هو ممثل دانمركي، ولد في 8 أبريل 1961 في الدنمارك.

## أعمال

### أفلام
- (2010) في عالم أفضل[2][3]
- 2011 رونال البربري

## وصلات خارجية
- لارس بوم على موقع IMDb (الإنجليزية)
- لارس بوم على موقع ألو سيني (الفرنسية)
- لارس بوم على موقع ميوزك برينز (الإنجليزية)
- لارس بوم على موقع أول موفي (الإنجليزية)
- لارس بوم على موقع قاعدة بيانات الأفلام السويدية (السويدية)
- لارس بوم على موقع قاعدة بيانات الفيلم (الإنجليزية)
- لارس بوم على موقع كينوبويسك (الروسية)